# Inga interfluminensis
Inga interfluminensis är en ärtväxtart som beskrevs av Uribe. Inga interfluminensis ingår i släktet Inga och familjen ärtväxter. IUCN kategoriserar arten globalt som sårbar. Inga underarter finns listade i Catalogue of Life.